# Fellen
Fellen – miejscowość i gmina w Niemczech, w kraju związkowym Bawaria, w rejencji Dolna Frankonia, w regionie Würzburg, w powiecie Main-Spessart, wchodzi w skład wspólnoty administracyjnej Burgsinn. Leży w Spessart, około 27 km na północny zachód od Karlstadt.

## Dzielnice
W skład gminy wchodzą cztery dzielnice: 
- Fellen
- Rengersbrunn
- Wohnrod
- Neuhof

## Demografia
| Rok  | Liczba mieszk. |
| ---- | -------------- |
| 1970 | 1 004          |
| 1987 | 972            |
| 2000 | 953            |
| 2005 | 965            |

## Oświata
(na 1999)

W gminie znajduje się 50 miejsc przedszkolnych (z 38 dziećmi).